# Ronde van Spanje voor vrouwen 2020
De zesde editie van de Spaanse wielerwedstrijd Madrid Challenge by La Vuelta vond plaats van 6 tot 8 november 2020, in het afsluitende weekend van de Vuelta a España voor mannen. De wedstrijd is, als laatste wedstrijd, onderdeel van de UCI Women's World Tour in 2020 en is ingedeeld in de wedstrijdcategorie 2.WWT. De wedstrijd bestond uit drie etappes: een heuveletappe van Talavera de la Reina naar Escalona, een tijdrit van negen kilometer in Boadilla del Monte en de laatste etappe was net als de vorige edities een vlakke rit in Madrid. Aanvankelijk stond de wedstrijd gepland in september, maar werd vanwege de Coronapandemie uitgesteld en samen met de Vuelta verplaatst naar november. De titelhoudster, de Duitse Lisa Brennauer won ook deze editie, door de tijdrit te winnen en in de eerste etappe derde te worden.

## Deelnemende ploegen
Van de acht World-Tourploegen stonden CCC-Liv en FDJ Nouvelle-Aquitaine Futuroscope niet aan de start. Ook het Nederlandse Boels Dolmans deed niet mee. Er stonden acht Nederlandse rensters aan de start en geen Belgische.
| World-Tourploegen | UCI-Ploegen             | UCI-Ploegen                 |
| ----------------- | ----------------------- | --------------------------- |
| Alé BTC Ljubljana | BePink                  | Hitec Products              |
| Canyon-SRAM       | Bizkaia-Durango         | Massi-Tactic                |
| Mitchelton-Scott  | Ceratizit-WNT           | Rio Miera-Cantabria Deporte |
| Movistar Team     | Cronos-Casa Dorada      | Sopela Women's Team         |
| Team Sunweb       | Doltcini-Van Eyck Sport | Valcar-Travel & Service     |
| Trek-Segafredo    | Eneicat-RBH Global      |                             |

## Etappeschema
| Datum      | Etappe | Start – Finish                          | Afstand (in km) | Type                | Winnaar        | Ploeg                   | Klassementsleider |
| ---------- | ------ | --------------------------------------- | --------------- | ------------------- | -------------- | ----------------------- | ----------------- |
| 6 november | 1      | Talavera de la Reina – Escalona         | 82,8            | Heuvelrit           | Lorena Wiebes  | Team Sunweb             | Lorena Wiebes     |
| 7 november | 2      | Boadilla del Monte – Boadilla del Monte | 9,3             | Individuele tijdrit | Lisa Brennauer | Ceratizit-WNT           | Lisa Brennauer    |
| 8 november | 3      | Madrid – Madrid                         | 98,6            | Vlakke rit          | Elisa Balsamo  | Valcar-Travel & Service | Lisa Brennauer    |

## Uitslag

### 1e etappe
| Talavera de la Reina - Escalona, 82,8 km |                   |                         |          |
| Plaats                                   | Naam              | Ploeg                   | Tijd     |
| Winnaar                                  | Lorena Wiebes     | Team Sunweb             | 2u00'16" |
| 2                                        | Elisa Balsamo     | Valcar-Travel & Service | z.t.     |
| 3                                        | Lisa Brennauer    | Ceratizit-WNT           | z.t.     |
| 4                                        | Jelena Erić       | Movistar Team           | z.t.     |
| 5                                        | Alice Barnes      | Canyon-SRAM             | + 3"     |
| 6                                        | Silvia Zanardi    | BePink                  | + 4"     |
| 7                                        | Alexis Ryan       | Canyon-SRAM             | z.t.     |
| 8                                        | Laura Asencio     | Ceratizit-WNT           | z.t.     |
| 9                                        | Vittoria Guazzini | Valcar-Travel & Service | z.t.     |
| 10                                       | Sarah Roy         | Mitchelton-Scott        | z.t.     |

### 2e etappe (tijdrit)
| Boadilla del Monte, 9,3 km |                      |                   |        |
| Plaats                     | Naam                 | Ploeg             | Tijd   |
| Winnaar                    | Lisa Brennauer       | Ceratizit-WNT     | 12'40" |
| 2                          | Elisa Longo Borghini | Trek-Segafredo    | + 1"   |
| 3                          | Ellen van Dijk       | Trek-Segafredo    | + 4"   |
| 4                          | Annemiek van Vleuten | Mitchelton-Scott  | + 8"   |
| 5                          | Leah Kirchmann       | Team Sunweb       | + 14"  |
| 6                          | Sarah Roy            | Mitchelton-Scott  | + 18"  |
| 7                          | Mieke Kröger         | Hitec Products    | + 21"  |
| 8                          | Alice Barnes         | Canyon-SRAM       | + 25"  |
| 9                          | Maaike Boogaard      | Alé BTC Ljubljana | + 26"  |
| 10                         | Hannah Ludwig        | Canyon-SRAM       | + 28"  |

### 3e etappe
| Madrid - Madrid, 98,6 km |                      |                         |          |
| Plaats                   | Naam                 | Ploeg                   | Tijd     |
| Winnaar                  | Elisa Balsamo        | Valcar-Travel & Service | 2u16'49" |
| 2                        | Lorena Wiebes        | Team Sunweb             | z.t.     |
| 3                        | Marta Bastianelli    | Alé BTC Ljubljana       | z.t.     |
| 4                        | Chiara Consonni      | Valcar-Travel & Service | z.t.     |
| 5                        | Silvia Zanardi       | BePink                  | z.t.     |
| 6                        | Barbara Guarischi    | Movistar Team           | z.t.     |
| 7                        | Lisa Brennauer       | Ceratizit-WNT           | z.t.     |
| 8                        | Sandra Alonso        | Cronos-Casa Dorada      | z.t.     |
| 9                        | Jelena Erić          | Movistar Team           | z.t.     |
| 10                       | Elisa Longo Borghini | Trek-Segafredo          | z.t.     |

### Eindklassement
| Plaats  | Naam                 | Ploeg             | Tijd     |
| ------- | -------------------- | ----------------- | -------- |
| Winnaar | Lisa Brennauer       | Ceratizit-WNT     | 4u29'21" |
| 2       | Elisa Longo Borghini | Trek-Segafredo    | + 12"    |
| 3       | Lorena Wiebes        | Team Sunweb       | + 13"    |
| 4       | Ellen van Dijk       | Trek-Segafredo    | + 31"    |
| 5       | Leah Kirchmann       | Team Sunweb       | + 42"    |
| 6       | Annemiek van Vleuten | Mitchelton-Scott  | + 44"    |
| 7       | Sarah Roy            | Mitchelton-Scott  | + 46"    |
| 8       | Maaike Boogaard      | Alé BTC Ljubljana | + 52"    |
| 9       | Alice Barnes         | Canyon-SRAM       | z.t.     |
| 10      | Mieke Kröger         | Hitec Products    | + 57"    |

2015 · 2016 · 2017 · 2018 · 2019 · 2020 · 2021 · 2022 · 2023 · 2024 · 2025
 Cadel Evans Great Ocean Road Race ·
 Strade Bianche ·
 GP de Plouay ·
 La Course by Le Tour de France ·
 Ronde van Italië voor vrouwen ·
 Waalse Pijl ·
 Luik-Bastenaken-Luik ·
 Gent-Wevelgem ·
 Ronde van Vlaanderen ·
 Driedaagse Brugge-De Panne ·
 La Madrid Challenge by La Vuelta ·
 Bevrijdingsronde van Drenthe ·
 Trofeo Alfredo Binda-Comune di Cittiglio ·
 Ronde van Californië ·
 OVO Energy Women's Tour ·
 Ronde van Noorwegen ·
 PostNord Vårgårda WestSweden ·
 Boels Ladies Tour ·
 Amstel Gold Race
 Parijs-Roubaix ·
 Ronde van Guangxi ·
 Ronde van Chongming ·